# Agdistis sissia
Agdistis sissia là một loài bướm đêm thuộc họ Pterophoridae. Loài này có ở Thổ Nhĩ Kỳ, Armenia, Turkmenistan, Azerbaijan và Iran.